# Toy Story Mania!
Toy Story Mania! — видеоигра, изданная Disney Interactive Studios. Papaya Studio разработала версии для Wii и PC, а High Voltage Software разработала версии для PlayStation 3 и Xbox 360. Игра основана на одноимённом аттракционе, расположенном в парке развлечений Disney. Игра содержит однопользовательский и многопользовательский режимы тира. 14 августа 2009 года была выпущена версия для iOS, 15 сентября 2009 года для консоли Wii, 9 апреля 2010 года для PC исключительно в Европе и 30 октября 2012 года для Xbox 360 и PlayStation 3. В Европейской продаже игра была упакована с периферийным устройством Ray Gun. Игра также была выпущена, как устройство Plug and Play в начале 2010 года.
«Toy Story Mania!» первая игра по мотивам мультфильма студии Pixar, изданная Disney Interactive Studios. Прошлые игры по фильмам Disney/Pixar создавались сначала совместно с Activision, а затем с THQ. В каждую игру входят две пары 3D-очков. Их можно использовать в шести 3D тирах.

## Критика и отзывы
| Сводный рейтинг       | Сводный рейтинг | Сводный рейтинг |
| Издание               | Оценка          | Оценка          |
| Издание               | Wii             | Xbox 360        |
| --------------------- | --------------- | --------------- |
| GameRankings          | 55,36 %         | N/A             |
| Metacritic            | 49/100          | 33/100          |
| Иноязычные издания    |                 |                 |
| Издание               | Оценка          | Оценка          |
| Издание               | Wii             | Xbox 360        |
| GameRevolution        | D               | N/A             |
| GamesRadar+           | [ 11 ]          | N/A             |
| GameZone              | 5/10            | N/A             |
| IGN                   | 6/10            | N/A             |
| Nintendo World Report | 7/10            | N/A             |
| PALGN                 | 5/10            | N/A             |
| Digital Spy           | N/A             | [ 16 ]          |

Игра получила преимущественно отрицательные отзывы. Metacritic дал 49 баллов из 100 для Wii версии; и 33 балла из 100 для Xbox версии.